# Louis-René Luce
Pour les articles homonymes, voir Luce.
Louis-René Luce, né à Paris en 1695 et mort le 14 juin 1774, est un sculpteur, graveur et créateur de caractères français connu pour ses caractères conçus pour l’Imprimerie royale.